# Pablo Schwarz
Pablo Schwarz Rabinovich (Santiago; 9 de octubre de 1970) es un actor chileno de teatro, cine y televisión.

## Carrera
Criado en una familia de docentes y actores, comenzó su carrera teatral con sólo 9 años de edad, actuando para la compañía de habla inglesa "Santiago Stage". Ha sido parte de compañías teatrales chilenas de gran relevancia como "Teatro la Memoria", "Teatro Fin de Siglo" o "La Pieza Oscura ".
Pablo Schwarz ha realizado más de una veintena de personajes para la televisión chilena y ha intervenido en más de 20 obras teatrales en Chile y el mundo. Schwarz es ampliamente conocido por su personaje "Juan del Burro" en la telenovela Sucupira, emitida por TVN en 1996.
Su participación en la película Cachimba de Silvio Caiozzi le mereció ser nominado como mejor actor por la Asociación de Periodistas de Espectáculos, así como su rol como "Iturra" de la serie "Bala Loca" le dio el Altazor 2017 como mejor actor de soporte. 

### Música
También se dedica a la música, es el baterista de la banda Maraca, que formó junto con el actor Néstor Cantillana.
Actualmente toca en la banda Indio Loco junto a los músicos y actores Mauricio Diocares, Antonio de la Fuente y Gustavo Becerra, con presentaciones frecuentes en Santiago y otras ciudades chilenas.

## Filmografía
| Año  | Título                     | Papel                | Director              |
| ---- | -------------------------- | -------------------- | --------------------- |
| 1996 | El encierro                |                      | Marcelo Ferrari       |
| 2002 | Fragmentos urbanos         | Tomás                | Antonino Ballestrazzi |
| 2004 | Cachimba                   | Marcos Ruiz          | Silvio Caiozzi        |
| 2007 | La recta provincia         | Calavera             | Raúl Ruiz             |
| 2012 | Caleuche                   | Pedro Millalobos     | Jorge Olguín          |
| 2016 | Fragmentos de Lucía        | Luis                 | Jorge Yacoman         |
| 2016 | Prueba de actitud          | Miguel               | Fabrizio Copano       |
| 2016 | Neruda                     |                      | Pablo Larraín         |
| 2017 | Niñas Araña                | Ramón                | Guillermo Helo        |
| 2018 | ...Y de pronto el amanecer | Luciano              | Silvio Caiozzi        |
| 2018 | Calzones rotos             | Heriberto            | Arnaldo Valsecchi     |
| 2019 | No quiero ser tu hermano   | Ricardo Buenaventura | Gonzalo Badilla       |
| 2019 | No basta con amar          | Leonardo             | Cristián Mamani       |
| 2022 | Historia y geografía       |                      | Bernardo Quesney      |
| 2022 | Cinema psycho              |                      | Daniel Gelin          |
| 2023 | Fiebre                     |                      | Elisa Eliash          |
| 2024 | La contadora de películas  | Don Nolasco          | Lone Scherfig         |
| 2024 | El lugar de la otra        | Benjamín Montero     | Maite Alberdi         |

## Televisión
| Año  | Título                  | Papel                        | Ref.         |
| ---- | ----------------------- | ---------------------------- | ------------ |
| 1992 | Trampas y caretas       | Daniel Tapia                 |              |
| 1993 | Ámame                   | Claudio Baumann              |              |
| 1994 | Rojo y miel             | Hugo Flores                  |              |
| 1995 | Estúpido cupido         | Gonzalo Tagle                |              |
| 1996 | Sucupira                | Juan Aravena                 | [ 3 ]        |
| 1997 | Oro verde               | Lautaro Meneses              |              |
| 1998 | Iorana                  | Andrés Maturana              | [ 4 ]        |
| 1999 | La fiera                | Santos Bahamonde             | [ 5 ]        |
| 2000 | Romané                  | Mirko Dinamarca              | [ 6 ]        |
| 2001 | Pampa Ilusión           | Serafín Gálvez               |              |
| 2002 | El circo de las Montini | Danilo Quintero              | [ 7 ]        |
| 2004 | Los Pincheira           | Naim Abu Kassem              |              |
| 2005 | Los Capo                | Guido Veroli                 |              |
| 2006 | Disparejas              | Tadeo Espinoza               |              |
| 2006 | Floribella              | Evaristo Catalán             | 3 episodios  |
| 2007 | Corazón de María        | Claudio Martínez             | 15 episodios |
| 2008 | Lola 2                  | Hugo Urquieta                |              |
| 2009 | Cuenta conmigo          | Waldo Peña                   |              |
| 2010 | Feroz                   | Jacinto Fonseca              |              |
| 2010 | Primera dama            | Domingo Fernández            | [ 8 ]        |
| 2011 | Peleles                 | Rudolph Tapia / Jürgen Rojas |              |
| 2012 | Las Vegas               | Boris Vallejos               |              |
| 2013 | Soltera otra vez 2      | Gobinda                      | 2 episodios  |
| 2014 | Mamá mechona            | Reinaldo García              |              |
| 2014 | Chipe libre             | Carlos Loyola                |              |

| Año       | Título                               | Papel                   | Ref.                     |
| --------- | ------------------------------------ | ----------------------- | ------------------------ |
| 1996      | La buhardilla                        | Nicolás Van Vessel      | Rol de soporte           |
| 1997-1999 | Sucupira, la comedia                 | Juan Aravena            | Rol de soporte           |
| 2007      | Herederos                            |                         | 1 episodio               |
| 2007      | Mi primera vez                       | Samuel Faune            | Episodio: Samuel         |
| 2007      | Héroes                               | Santiago Florín y Palma | Episodio: Portales       |
| 2008      | Huaquiman y Tolosa 2                 | Pablo Órdenes           | Episodio: El escarabajo  |
| 2008      | Los 80                               | Sargento Morales        | Episodio: Cualquier cosa |
| 2012      | El diario secreto de una profesional | Franco                  |                          |
| 2013      | Prófugos 2                           | Johnny                  | 1 episodio               |
| 2016      | Bala loca                            | Nelson Iturra           | Rol de soporte           |
| 2017      | Papá mono                            | Manuel Garrido          | Rol de soporte           |
| 2017      | Neruda, la serie                     |                         |                          |
| 2024      | Baby Bandito                         |                         | 3 episodios              |

Programas
- Zona de Estrellas (Zona Latina, 2013) - Invitado
- Mierda, mierda, mierda[9] (TVN, 2015) - Conductor

## Teatro
- 1992 - Historia de la sangre. Teatro de La Memoria. Dirección de Alfredo Castro.
- 1992 - 1993 - Dédalo en el vientre de la bestia. Teatro de La Memoria. Dirección de Alfredo Castro.
- 1994 - El Tony Chico, de Luis Alberto Heiremans. Dirección de Cristián Campos - Juanucho.
- 1994 - La cocinita.
- 1994 - Esperando a Godot, de Samuel Beckett. Dirección Mauricio Pesutic.
- 1994 - 1995 - Bent. Dirección de Amílcar Borges.
- 1996 - Restos humanos y la verdadera naturaleza del amor. Dirección de Francisco Melo.
- 1997 - Brunch.
- 2000 - Cinema utoppia, de Ramón Griffero. Teatro Fin de Siglo - “El acomodador”.
- 2001 - Eva Perón, de Copi. Dirección de Marcial di Fonzo Bo- La enfermera, Eva.
- 2002 - Edipo de André Gide - Dirección de Carlos Bórquez - Edipo.
- 2003 - 2004 - En la sangre. Dirección de Carlos Osorio - Susan Lori Parks.
- 2006 - Desafección - Raúl Miranda para Compañía La Minimale.
- 2006 - 2007 - ¿Quién se robó La Gioconda?. Escrita y dirigida por Vittorio Di Girolamo
- 2007 - Sueño con revolver, de Lola Arias. Dirección de Néstor Cantillana - Participación como músico.
- 2007 - 2008 - Nadie es profeta en su espejo de Jorge Díaz Dirección de Paulina García- El Chema.
- 2008 - La casa de Dios,  de Marco Antonio de la Parra. Dirección: Paulina García - Pedro, el bruto.
- 2009 - Norte, de Alejandro Moreno. Dirección de Víctor Carrasco.
- 2009 - Gertrudis, el grito, de Howard Baker, para la Muestra de Dramaturgia Europea - Claudio.
- 2010 - Jorge González murió, de Pablo Paredes Muñoz. Dirección de Sebastián Jaña - Jorge.
- 2011 - El amor es un francotirador, de Lola Arias. Dirección de Néstor Cantillana - El Boxeador.
- 2011 - Susurrus, de David Leddy. Dirección de Constanza Brieba - Polilla.
- 2013 - Bailando para ojos muertos de Juan Radrigán. Dirección de Víctor Carrasco - León.
- 2014 - Sonata para un cuervo. Dirección de Constanza Thümler- Corazón Delator
- 2016 - Gospodin .De Philipp Löhle. Dirección de Néstor Cantillana- Gospodin
- 2017 - Noche Mapuche .De Marcelo Leonart. Dirección de Marcelo Leonart- Juan Ignacio
- 2018 - La Iguana de Alessandra"" , de Ramón Griffero. Dirección de Ramón Griffero para el Teatro Nacional Chileno TNCH
- 2019 - El Horacio de Heiner Müller Dirección de Néstor Cantillana
- 2021 - El Ladrido de las Mariposas de Mauricio Pesutic Dirección de Mauricio Pesutic
- 2021 - 2022 -  The Tempest Project de William Shakespeare Adaptación de Peter Brook Dirección de Peter Brook y Marie Hélène Estienne Rol - Prospero
- 2022 -  Ese animal que las mujeres llevan dentro  de Carla Zúñiga dirección de Manuel Morgado

## Vídeos musicales
| Año  | Título                 | Artista      | Dirección                                                         |
| ---- | ---------------------- | ------------ | ----------------------------------------------------------------- |
| 2015 | Descapotable en llamas | Pelusa       | Nicolás González / Gianfranco Sáez / Ohian Ubiergo / ScorpioFilms |
| 2018 | Como no me va doler    | Alectrofobia | Guille Söhrens                                                    |

## Discografía
- Maraca
- Indio Loco[2]